# Исмаилов, Сайфиддин Умарович
Исмаилов Сайфиддин Умарович (узб. Ismoilov Sayfiddin Umarovich) — член комитета Сената Олий Мажлиса Республики Узбекистан по вопросам науки, образования, культуры и спорта, хоким Джизакской области (2009-2016).

## Биография
Родился 18 августа 1959 года в Джизакском районе.
В 1981 году окончил Ташкентский государственный сельскохозяйственный институт по специальности экономист-организатор.
- С 1981 по 1982 гг. – старший экономист управления сельского хозяйства Джизакской области.
- С 1982 по 1983 гг. – бригадир государственного хозяйства «Шарк юлдузи йули» Зарбдорского района.
- С 1983 по 1986 гг. – главный экономист управления сельского хозяйства Джизакской области.
- С 1986 по 1988 гг. – начальник отдела агропромышленного комитета Джизакской области.
- С 1988 по 1990 гг. – заместитель руководителя отдела агропромышленного объединения Сырдарьинской области.
- С 1990 по 1991 гг. – заместитель начальника отдела агропромышленного объединения Джизакской области.
- С 1991 по 1992 гг. – ревизор Центра аудита Джизакской области.
- С 1992 по 1995 гг. – начальник отдела агропромышленного объединения Джизакской области.
- С 1995 по 1997 гг. – руководитель группы комплекса общеэкономических вопросов хокимията Джизакской области.
- С 1997 по 1998 гг. – первый заместитель Главного управления экономики и статистики Джизакской области.
- С 1998 по 1999 гг. –  заместитель хокима Джизакской области по общеэкономическим вопросам – начальник Главного управления экономики и статистики.
- С 1999 по 2004 гг. – хоким Дустликского района.
- С 2004 по 2005 гг. – первый заместитель хокима Джизакской области по вопросам сельского и водного хозяйства.
- С 2005 по 2009 гг. – министр  сельского  и  водного  хозяйства  Республики Узбекистан.
- С 2009 по 2010 гг. – и.о. хокима, c 27 декабря 2009 года – депутат Джизакского областного Кенгаша народных депутатов от УзЛиДеП, с 23 января 2010 года по 23 декабря 2016 года - хоким Джизакской области.
- С 23 декабря 2016 года по 7 ноября 2018 года - хоким Джизакского (Шараф-Рашидовского) района Джизакской области[2][3].